# Jeffrey Catherine Jones
Pour les articles homonymes, voir Jeffrey Jones (homonymie), Jeff Jones (homonymie), Jones et Durwood.
Jeffrey Catherine Jones ou Jeff Jones (née Jeffrey Jones Durwood 10 janvier 1944 - 19 mai 2011) est une artiste américaine. Son style et sa palette de couleur sont souvent comparés à ceux de Frank Frazetta. Elle est célèbre pour ses illustrations de couvertures de romans et de comics ayant pour thèmes la science-fiction et la fantasy.
Se questionnant sur son identité depuis des années, Jeff Jones entame une procédure de changement de sexe à partir de la fin des années 1990, signant jusqu'à la fin de sa vie du nom de Jeffrey Catherine Jones .

## Biographie
Jeffrey Durwood Jones voit le jour le 10 janvier 1944 à Atlanta, Géorgie. En 1964, Jones rencontre dans un établissement scolaire Mary Louise Alexander, qui devient son épouse puis la mère de sa fille Julianna en 1966. Le couple s'établit à New York mais finit par se séparer au début des années 1970 alors que Jones d'était fait un nom en illustrant depuis 1967 des couvertures de romans d'heroic fantasy d'abord inspirées par Frank Frazetta.
De 1972 à 1975, Jones réalise l'intrigante série de bandes dessinées Idyl pour le mensuel humoristique National Lampoon. À partir de 1975, l'artiste partage un local avec Bernie Wrightson, Mike Kaluta et Barry Windsor-Smith et gagne de nombreux prix pour son travail. En 1977, Jones décide d'arrêter de travailler pour l'illustration commerciale et de se consacrer à la vente directe de ses œuvres, aux commissions et la création de portfolios.
Jones, qui se questionne sur son identité depuis des années, se décide à changer de sexe en 1998, à l'aide d'une chirurgie de réattribution sexuelle et d'un traitement hormonal, et prend alors le nom Jeffrey Catherine Jones. En 2001, à la suite d'une dépression nerveuse, elle perd son logement et connaît une longue période sans domicile jusqu'en 2004.
Jeffrey Catherine Jones s'éteint le 19 mai 2011 à 67 ans, affaiblie par un emphysème et de nombreuses bronchites.

## Prix
De son vivant 
- 1976 :  Prix Yellow-Kid de l'auteur international, pour l'ensemble de son œuvre

À titre posthume 
- 2023 : inscrit au temple de la renommée Will Eisner, pour l'ensemble de son œuvre[3]

## Bandes dessinées
États-Unis :
- Idyl, (45 planches au total) dans le magazine National Lampoon (1971)
- Jones Touch, (14 planches au total) dans le magazine Swank (en) (1972)
- Spasm, (Last Gap 1973)
- Ravens & rainbows, (Pacific Comics 1983)

France :
- Creepy no 3, 27
- Eerie no 3, 6
- Vampirella no 2, 4, 21
- L'Écho des savanes spécial USA no 1 à 16, et 23, 25
- Spécial États-Unis de 1983 à 86

## Autres publications
France :
- Jones, Futuropolis, collection 30/40, 1976
- Les bandes dessinées fantastiques de Jeff Jones, Éditions du Triton, 1979

États-Unis :
- The Studio (Dragon’s Dream, 1979)
- Yesterday’s Lily (Dragon’s Dream, 1980)
- Âge of Innocence (Underwood, 1994)
- The art of Jeffrey Jones (Underwood, 2002)
- Jeffrey Jones : sketches (Vanguard, 2007)
- Jeffrey Jones, a life in art (IDW/Desperado, 2011)